# Udo Rietzschel

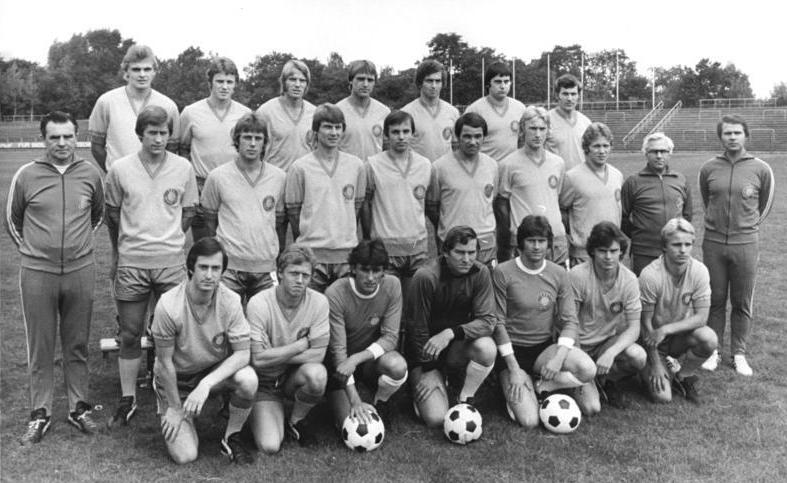
Udo Rietzschel (hintere Reihe, dritter vorn rechts) mit 1. FC Lokomotive Leipzig in 1978

Udo Rietzschel (* 5. Juni 1956) ist ein ehemaliger deutscher Fußballspieler. Für den 1. FC Lokomotive Leipzig spielte er in den 1970er Jahren in der DDR-Oberliga, der höchsten Spielklasse im DDR-Fußball. 1977 war er Mitglied der DDR-Nachwuchsnationalmannschaft.

## Sportliche Laufbahn
1972 wechselte der 16-jährige Udo Rietzschel von der Betriebssportgemeinschaft (BSG) Aktivist Borna zum 1. FC Lok Leipzig, dem Fußballschwerpunkt im Leipziger Raum. Bis 1975 spielte er in der Juniorenoberliga, 1974 gewann er mit dem 1. FC Lok die DDR-Juniorenmeisterschaft. Im selben Jahr bestritt er in der DDR-Ligamannschaft 1. FC Lok Leipzig II sein erstes Punktspiel im Männerbereich. Von 1976 bis 1980 wurde er als Abwehrspieler in der Nachwuchsoberliga eingesetzt. In diese Zeit fallen auch seine drei Länderspiele mit der DDR-Nachwuchsnationalmannschaft.
Parallel spielte Rietzschel ab 1976 auch in der DDR-Oberliga. Schon in der Spielzeit 1976/77 hatte er dort 18 Einsätze, in denen er auf allen Spielebenen aufgeboten wurde. Auf Dauer konnte sich Rietzschel aber nicht im Oberligateam durchsetzten, denn in den drei folgenden Spielzeiten mit insgesamt 78 Spielen kam er nur noch auf 17 Einsätze, bei denen er zwei Tore erzielte.
Ab der Saison 1980/81 spielte Udo Rietzschel für sieben Spielzeiten bei der Armeesportgemeinschaft Vorwärts Dessau in der zweitklassigen DDR-Liga, wo  er bis zum Ende der Saison 1985/86 Stammspieler war. Unter Trainer Otto Fräßdorf wurde er zunächst als Stürmer eingesetzt, 1981/82 funktionierte Interimstrainer Lothar Wehrmann Rietzschel zum Abwehrspieler um. Diese Position behielt Rietzschel in der Regel auf Dauer, erst gegen Ende seiner Laufbahn bei der ASG kehrte Rietzschel für mehrere Spieltage auch wieder als Stürmer zurück. 1986 hatte er von 190 möglichen Ligaeinsätzen 134 Spiele bestritten und dabei 31 Tore erzielt. Zu Beginn der Saison 1986/87 war Udo Rietzschel 30 Jahre alt, wurde aber von Vorwärts Dessau noch einmal als Abwehrspieler nominiert. Er kam jedoch nur noch in einem Ligaspiel zum Einsatz und erklärte nach dem Ende der Saison seinen Rücktritt vom höherklassigen Fußballsport.
Als Freizeitfußballer schloss sich Rietzschel danach dem Bezirksligisten Union Mühlhausen an, mit dem er 1989 Bezirksmeister wurde und der Mannschaft zum Aufstieg in die DDR-Liga verhalf. Dort trat er dann aber nicht mehr an.